# Linda Tripp
Linda Rose Tripp (apellido de soltera Carotenuto; 24 de noviembre de 1949 - 8 de abril de 2020) fue una empleada pública estadounidense que desempeñó un papel destacado en el Escándalo Lewinsky de 1998. Tripp grabó a escondidas una conversación con Monica Lewinsky en la que Lewinsky hablaba de su relación con el entonces presidente. En 1998, entregó al fiscal independiente Kenneth Starr veinte horas de grabaciones secretas, en las que Lewinsky le contaba los pormenores de la relación sexual que había mantenido con el mandatario estadounidense Bill Clinton cuando era becaria en la Casa Blanca.
La revelación desató un escándalo que desencadenó el proceso de destitución de Bill Clinton, quien negó que hubiera tenido una relación con su ex becaria, lo que le valió un cargo de perjurio cuando fue imputado políticamente por el Congreso. Tripp afirmó que sus motivos eran puramente patrióticos y pudo evitar un cargo de escuchas telefónicas a cambio de entregar las cintas. Luego afirmó que su despido del Pentágono al final de la administración Clinton fue una venganza, mientras que la administración lo llamó procedimiento estándar para una persona designada para una posición política.

## Primeros años
Tripp nació en Jersey City, Nueva Jersey. Era hija de Albert Carotenuto e Inge, una mujer alemana a quien conoció cuando él era un soldado estadounidense destinado en Alemania. Linda se graduó de Hanover Park High School en East Hanover, Nueva Jersey en 1968 y luego trabajó como secretaria en Inteligencia del Ejército en Fort Meade, Maryland. En 1971 se casó con Bruce Tripp, un oficial militar con el que tuvo un hijo y una hija. Se divorciaron en 1990.
Tripp se transfirió a El Pentágono en 1987. Fue empleada de la Casa Blanca en la administración de George H. W. Bush y mantuvo su trabajo cuando Bill Clinton se convirtió en presidente en 1993. Durante el verano de 1994, los altos asesores superiores de la Casa Blanca querían que Tripp fuera destituida, por lo que le consiguieron un trabajo en la Oficina de Asuntos Públicos del Pentágono, lo que le dio un aumento de sueldo de 20.000 dólares al año.

## Relación con el escándalo Lewinsky
Tripp se convirtió en confidente de Monica Lewinsky, otra exempleada de la Casa Blanca, mientras ambos trabajaban en la oficina de asuntos públicos del Pentágono. Según Tripp, que era unos 24 años mayor que Lewinsky, se conocieron durante un año y medio antes de que el escándalo comenzara a llegar a su etapa crítica. Después de que Lewinsky le reveló a Tripp que había estado en una relación física con el presidente Clinton, Tripp, siguiendo el consejo de la agente literaria Lucianne Goldberg, comenzó a grabar en secreto conversaciones telefónicas con Lewinsky mientras la animaba a documentar los detalles de su relación con el presidente.
En agosto de 1997, Michael Isikoff de Newsweek informó que Tripp dijo que se había encontrado con Kathleen Willey saliendo de la Oficina Oval "desaliñada", que "su cara estaba roja y su lápiz labial estaba apagado". Willey alegó que Clinton la tocó a tientas. El abogado de Clinton, Robert S. Bennett, dijo en el artículo de Newsweek "No se debe creer a Linda Tripp".
En enero de 1998, Tripp entregó las cintas al fiscal independiente Kenneth Starr a cambio de inmunidad judicial. Tripp le reveló a Starr que estaba al tanto de la relación entre Lewinsky y Clinton, que Lewinsky había presentado una declaración jurada falsa negando la relación al tribunal federal de Arkansas en la demanda Clinton v. Jones, y que Lewinsky había intentado sobornar el perjurio de Tripp en esa demanda para ocultar lo que sabía de la relación Clinton-Lewinsky y de Kathleen Willey de la corte federal. Como explicó Tripp, se le solicitaba que cometiera un delito para ocultar pruebas en el caso de derechos civiles de Jones. La demanda de Jones, presentada inicialmente en abril de 1994 a través de sus abogados Joseph Cammarata y Gilbert K. Davis, eventualmente resultó en la histórica decisión de la Corte Suprema de los Estados Unidos en Clinton v. Jones, que sostuvo que un presidente en ejercicio de los Estados Unidos no tiene inmunidad contra asuntos civiles y/o juicios por hechos realizados antes de tomar posesión del cargo y ajenos al cargo.
Tripp también informó a Starr de la existencia de un vestido azul marino que Lewinsky poseía y que estaba sucio con el semen de Clinton. Durante su amistad, Lewinsky le mostró el vestido a Tripp y le dijo que tenía la intención de que lo lavaran en seco; Tripp la convenció de que no lo limpiara.
Basado en las cintas de Tripp, Starr obtuvo la aprobación de la procuradora general Janet Reno y el tribunal especial que supervisa al fiscal independiente Kenneth Starr para ampliar la investigación de Starr sobre la relación Clinton-Lewinsky, en busca de posibles incidentes de perjurio, para investigar a Lewinsky por perjurio y soborno de perjurio como testigo en la demanda que Paula Jones había presentado contra Clinton.
Tripp también le dijo a Kenneth Starr que tenía pruebas que vinculaban directamente a la Casa Blanca con los asuntos de Travelgate, Filegate y Chinagate, pero Starr decidió no actuar en consecuencia, prefiriendo continuar con las acusaciones relacionadas con la relación extramarital de Clinton. Linda Tripp sostuvo que actuó por "deber patriótico". Tripp también afirmó que grabó a Lewinsky en defensa propia porque temía represalias por parte de la administración Clinton, y también afirmó que Lewinsky le había asegurado al presidente Clinton que solo le había contado a Tripp sobre su aventura (lo cual era falso), convirtiéndola así en un objetivo desde que se negó a aceptar perjurar para proteger a Lewinsky y al presidente.
Finalmente, tanto Clinton como Lewinsky tuvieron que comparecer ante un gran jurado para responder preguntas, pero Clinton apareció a través de un circuito cerrado de televisión. Al concluir el interrogatorio de Lewinsky, los miembros del jurado le ofrecieron a Lewinsky la oportunidad de ofrecer sus últimas palabras. "Odio a Linda Tripp", dijo.
En 2018, Tripp volvió a defender su acción en un podcast. "Tomé la decisión deliberada de decir que este comportamiento era inaceptable por parte del líder del mundo libre".

### Intento de juicio en Maryland
Tripp era residente de Hickory Ridge, Columbia, Maryland, en el momento en que hizo sus grabaciones de las conversaciones con Lewinsky, y 49 demócratas en la Legislatura de Maryland firmaron una carta al fiscal estatal exigiendo que Tripp fuera procesada bajo la ley de escuchas telefónicas de Maryland. Antes del juicio, el tribunal estatal dictaminó que debido a los acuerdos de inmunidad que la oficina del fiscal independiente Kenneth Starr celebró con Tripp, Lewinsky y otros, una cantidad sustancial de las pruebas que la fiscalía tenía la intención de utilizar era inadmisible.
En una audiencia previa al juicio, la fiscalía llamó a Lewinsky como testigo para intentar establecer que su testimonio contra Tripp no estaba contaminado por la investigación del Fiscal independiente. Sin embargo, el tribunal estatal de Maryland falló que Lewinsky, quien "admitió que mintió bajo juramento en un procedimiento federal y ha declarado que mentir ha sido parte de su vida", y que su declaración no era creíble y el testimonio propuesto por Lewinsky contra Tripp estaba "bañado en una mancha inadmisible". Como resultado, todos los cargos contra Tripp fueron desestimados el 26 de mayo de 2000 cuando la fiscalía decidió no continuar con el juicio del caso.

### Controversia por su registro policial
Tripp había sido arrestada en 1969 cuando tenía 19 años en Greenwood Lake, Nueva York, acusada de robar 263 dólares en efectivo y un reloj de pulsera por valor de 600 dólares. Los cargos fueron desestimados antes de llegar a juicio. Años más tarde, Tripp respondió "no" a la pregunta "¿Alguna vez ha sido acusado o arrestado por un delito?" en su formulario para una autorización de seguridad del Departamento de Defensa de los Estados Unidos. En marzo de 1998, poco antes de que Tripp compareciera ante el gran jurado en la investigación de Lewinsky, el subsecretario de Defensa para Asuntos Públicos Kenneth Bacon y su adjunto Clifford Bernath filtraron cómo Tripp había respondido esa pregunta a Jane Mayer de The New Yorker. El Departamento de Defensa luego filtró otra información confidencial personal de Tripp y los archivos de seguridad a los medios de comunicación. El inspector general del Departamento de Defensa investigó estas filtraciones y descubrió que Bacon y Bernath violaron la Ley de Privacidad de 1974, y concluyó que tanto Bacon como Bernath deberían haber sabido que la divulgación de información del archivo de seguridad de Tripp fue incorrecta.

### Despido de su trabajo en el Gobierno
El 19 de enero de 2001, el último día completo de la administración Clinton, Tripp fue despedida de su trabajo en el Pentágono. Dos años más tarde, Tripp alcanzó un acuerdo extrajudicial por el que recibió una compensación del Ejecutivo a cambio de retirar los cargos presentados contra el Departamento de Defensa y la Casa Blanca por violar su privacidad.

## Últimos años
Tripp se casó con el arquitecto alemán Dieter Rausch en 2004. Vivían en Middleburg, Virginia, donde poseían y operaban una tienda navideña de temática invernal alemana llamada Christmas Sleigh.

### Fallecimiento
Linda Tripp, falleció a la edad de 70 años. Carotenuto le dijo a medios de comunicación estadounidense que Tripp había sido diagnosticada con cáncer de páncreas y ganglios linfáticos en etapa tardía en los últimos días. Tripp había sido previamente tratada por cáncer de mama.